# Adhio
Adhio – jednostka monetarna Gudży w zachodnich Indiach. Była równa 24 tambiom, 12 dokdom, 8 dhingalom, 4 dhabu, 2 payalom, ½ kori. Adhio emitowano jako monetę w latach 1943-1946.